# ریه لانه زنبوری

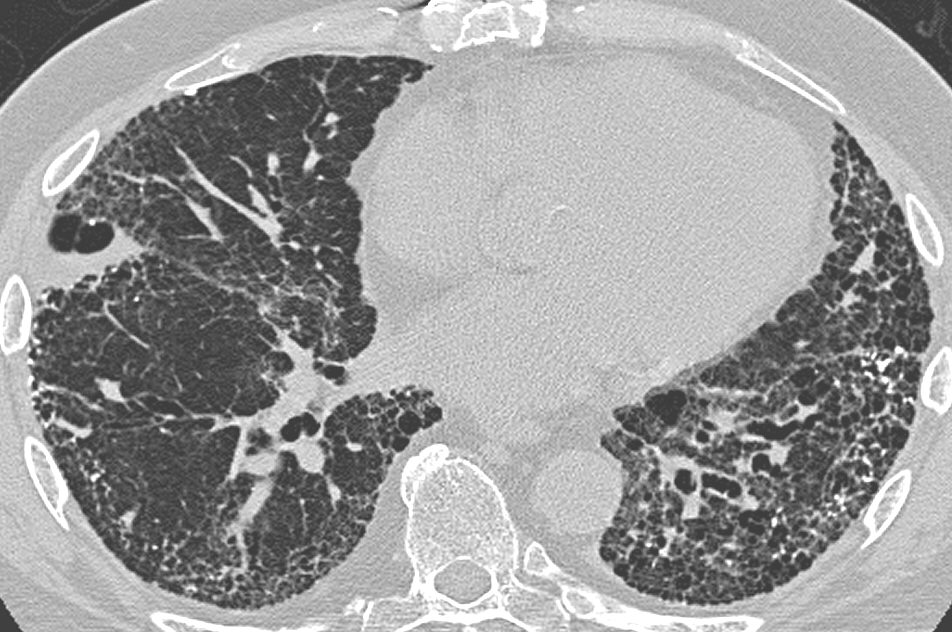
CT اسکن در یک بیمار مبتلا به پنومونی بینابینی معمول نشان دهنده افزایش ضخامت بینابینی, اعوجاج, لانه زنبوری شدن و برونشکتازی.

لانه زنبوری یا "ریه لانه زنبوری" تظاهر رادیولوژیکی است که با فیبروز گسترده مشاهده می‌شود و با حضور فضاهای کوچک کیستیک با دیواره‌هایی که به‌طور نامنظم ضخیم شده و از بافت فیبری تشکیل شده تعریف می‌شود. برونشیول‌های ترمینال و تنفسی متسع شده و ضخیم شده، با تولید فضاهای هوایی سیستیک، نمای لانه زنبوری در chest x-ray ایجاد می‌کنند. کیست های لانه زنبوری اغلب در محیط و مناطق پلورال و subpleural ریه بدون در نظر گرفتن علت، غالب هستند.
کیست های لانه زنبوری Subpleural به‌طور معمول در چند لایه به هم پیوسته رخ می‌دهد. این یافته کمک می‌کند که honeycombing از آمفیزم پاراسپتال (paraseptal emphysema) قابل تمیز باشد که در آن کیست subpleural معمولاً در یک لایه رخ می‌دهد.